# ایران در المپیک زمستانی ۱۹۶۸
ایران در بازی‌های المپیک زمستانی ۱۹۶۸ که در گرونوبل فرانسه برگزار می‌شد با چهار ورزشکار شرکت نمود. تمام این ورزشکاران مرد بودند و همگی در رشته اسکی آلپاین به رقابت می‌پرداختند.

## رشته‌ها و تعداد ورزشکارکاران
| رشته        | مردان | زنان | مجموع |
| ----------- | ----- | ---- | ----- |
| اسکی آلپاین | ۴     | ۰    | ۴     |
| مجموع       | ۴     | ۰    | ۴     |

## نتایج با رویداد

### اسکی

#### آلپاین
مردان
| ورزشکار           | رویداد      | مقدماتی دور ۱ | مقدماتی دور ۱  | مقدماتی دور ۱  | مقدماتی دور ۲ | مقدماتی دور ۲  | مقدماتی دور ۲  | نهایی      | نهایی      | نهایی      | رتبه‌بندی |
| ورزشکار           | رویداد      | گروه          | زمان           | رتبه           | گروه          | زمان           | رتبه           | دور ۱      | دور ۲      | مجموع      | رتبه‌بندی |
| ----------------- | ----------- | ------------- | -------------- | -------------- | ------------- | -------------- | -------------- | ---------- | ---------- | ---------- | -------- |
| فیض الله بندعلی   | مارپیچ کوچک | D             | ۵۸.۹۰          | ۴              | D             | دیسکالیفه      | دیسکالیفه      | را نیافت.  | را نیافت.  | را نیافت.  | —        |
| فیض الله بندعلی   | مارپیچ بزرگ |               |                |                |               |                |                | ۲:۰۵.۴۴    | ۲:۰۴.۶۴    | ۴:۱۰.۰۸    | ۷۰       |
| فیض الله بندعلی   | اسکی سرعت   |               |                |                |               |                |                | ۲:۲۷.۰۷    | ۲:۲۷.۰۷    | ۲:۲۷.۰۷    | ۶۸       |
| لطف الله کیاشمشکی | مارپیچ کوچک | C             | ۵۷.۱۸          | ۵              | C             | به پایان نبرد. | به پایان نبرد. | راه نیافت. | راه نیافت. | راه نیافت. | —        |
| لطف الله کیاشمشکی | مارپیچ بزرگ |               |                |                |               |                |                | ۲:۰۵.۱۰    | ۲:۰۷.۴۵    | ۴:۱۲.۵۵    | ۷۱       |
| لطف الله کیاشمشکی | اسکی سرعت   |               |                |                |               |                |                | ۲:۲۳.۶۰    | ۲:۲۳.۶۰    | ۲:۲۳.۶۰    | ۶۶       |
| آوانس مگوئردونیان | مارپیچ کوچک | P             | به پایان نبرد. | به پایان نبرد. | P             | ۱:۰۳.۴۱        | ۳              | راه نیافت. | راه نیافت. | راه نیافت. | ۸۰       |
| آوانس مگوئردونیان | مارپیچ بزرگ |               |                |                |               |                |                | ۲:۰۸.۱۰    | ۲:۰۸.۵۸    | ۴:۱۶.۶۸    | ۷۳       |
| آوانس مگوئردونیان | اسکی سرعت   |               |                |                |               |                |                | ۲:۳۰.۲۵    | ۲:۳۰.۲۵    | ۲:۳۰.۲۵    | ۶۹       |
| علی ساوه شمشکی    | مارپیچ کوچک | E             | ۵۷.۹۳          | ۴              | E             | ۵۷.۸۷          | ۲              | راه نیافت. | راه نیافت. | راه نیافت. | ۶۷       |
| علی ساوه شمشکی    | مارپیچ بزرگ |               |                |                |               |                |                | ۲:۱۷.۷۸    | ۲:۰۵.۹۵    | ۴:۲۳.۷۲    | ۷۷       |
| علی ساوه شمشکی    | اسکی سرعت   |               |                |                |               |                |                | ۲:۴۷.۸۸    | ۲:۴۷.۸۸    | ۲:۴۷.۸۸    | ۷۳       |